# Штолен
Што́лен (нім. Stollen або нім. Christstollen) — традиційна німецька різдвяна випічка. Найпоширеніший різновид штолена — це штолен із начинкою з родзинок і цукатів, хоча попит мають також рецепти з маком, горіхами або марципаном. Штолен готують зі здобного дріжджового тіста, при цьому потрібно дотримуватися певних пропорцій. Для штолена з цукатами: на 10 кг борошна використовують не менше як 3 кг вершкового масла або маргарину та 6 кг лимонних і апельсинових цукатів. Зрозуміло, що кожен пекар має свій рецептурний склад приправ і спецій, які надають штоленам різних пекарень особливого смаку. Після випічки штолен просочують розтопленим вершковим маслом та посипають цукровою пудрою. Штолени випікають заздалегідь, іноді за місяць до Різдва, у прохолодному місці вони можуть зберігатися два-три місяці.

## Історія
Штолен — традиційна німецька випічка, яка своєю формою та білим кольором повинна була «нагадувати» загорнутого у пелюшки Христа-немовлятка. Вперше штолен письмово згадувався 1329 року в Наумбурзі на Заале як різдвяне підношення місцевому єпископу. Тоді штолен споживали у різдвяний піст, тому дріжджове тісто готувалося на воді з додаванням ріпакової олії. Смак такого штолена не подобався німецьким шляхтичам, через те в середині XV століття саксонський курфюрст Ернст та його брат герцог Альбрехт звернулися до Папи Римського Миколая V із проханням скасувати заборону на використання вершкового масла, проте отримали відмову. Лише у 1491 році Папа Інокентій VIII у своєму бреве, відомому як «масляне», дав згоду на заміну ріпакової олії на масло у приготуванні штолена, але з умовою «покаяння» у формі фінансової підтримки будівництва Фрайберзького собору. Отож можна сказати, що до створення сучасної рецептури штолена Папа Римський долучився також. За переказами, ідея додати у різдвяний штолен поживні складники — фрукти та горіхи — спала придворному пекарю Генріха Драздо з Торгау. «Драздовський штолен» мав попит по всій Саксонії.
Дрезденський штолен — найвідоміший різновид цієї випічки — вперше згаданий 1474 року в рахунку, виставленому дрезденському двору. З 1500 року дрезденський штолен почали регулярно продавати на Штрицельмаркті — різдвяному ярмарку в Дрездені. З 1560 року серед дрезденських пекарів існує традиція передавати владним князям величезні різдвяні кекси (штолени) вагою в 36 фунтів. У 1648 році дрезденські пекарі домоглися того, що на цьому ярмарку стали продавати винятково штолени, виготовлені в Дрездені.

## Дрезденський фестиваль штолена

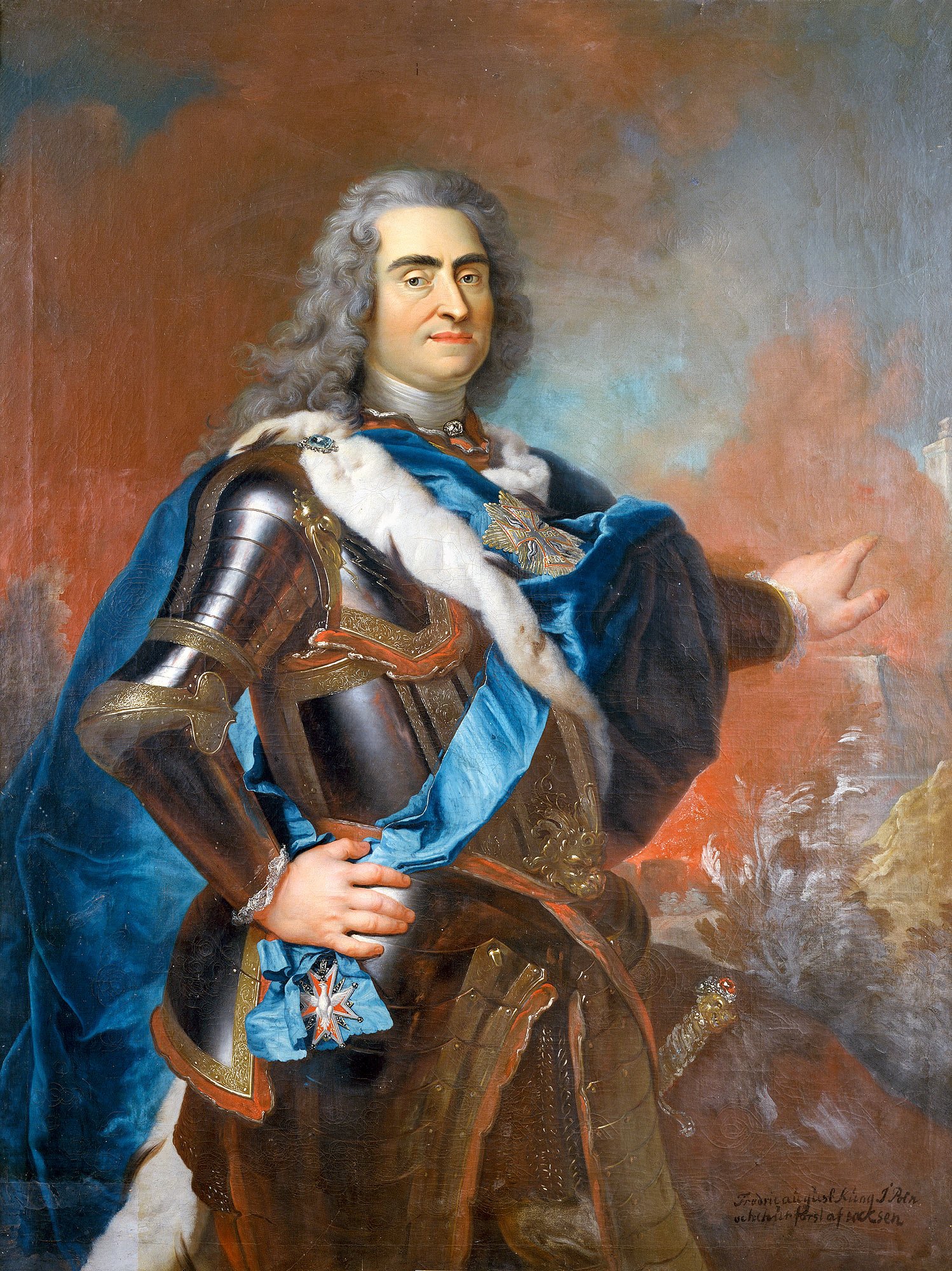
Август II Сильний, автор Луї де Сільвестр

Щороку в Дрездені відбувається Штоленфест. Ця історична традиція перервалася лише у 1918 році з падінням монархії, і відновилася в 1994 році, але сама ідея походить з історії Дрездена. Дрезденський різдвяний ярмарок, Штріцельмаркт, вперше згадується в хроніках 1474 року. Традиція випікання різдвяного штолена в Дрездені дуже давня. Різдвяний штолен у Дрездені випікали вже в 15 столітті. У 1560 році дрезденські пекарі подарували правителям Саксонії різдвяні штолени вагою 36 фунтів (16 кг) кожен, і ця традиція продовжувалась. Август II Сильний (1670—1733) був курфюрстом Саксонії, королем Польщі та великим князем Литовським. Король любив пишність, розкіш, блиск і свята. У 1730 році він вразив своїх підданих, наказавши Гільдії пекарів Дрездена спекти гігантський 1,7-тонний штолен, достатньо великий, щоб кожен міг отримати свою порцію. Близько 24 000 гостей взяли участь у святкуваннях з нагоди легендарного розважального фестивалю, відомого як Цайтхайнер Люстлагер. Для цієї особливої події придворний архітектор Маттеус Даніель Пеппельман (1662—1737) збудував особливо велику штоленову піч. Також спеціально для цієї нагоди був розроблений величезний ніж для штолена. Сьогодні фестиваль проводиться в суботу перед другою неділею Адвенту, а торт важить від трьох до чотирьох тонн. Карета провозить торт парадом вулицями Дрездена до різдвяного ярмарку, де його урочисто розрізають на шматки та роздають натовпу в обмін на невелику плату, яка йде на благодійність. Для розрізання величезного штолена на дрезденському різдвяному ярмарку використовується спеціальний ніж, Великий дрезденський штоленовий ніж, посріблений ніж довжиною 1,60 метра (5,2 фут) і вагою 12 кілограмів (26 фунт), який є копією втраченого барокового оригінального ножа 1730 року.

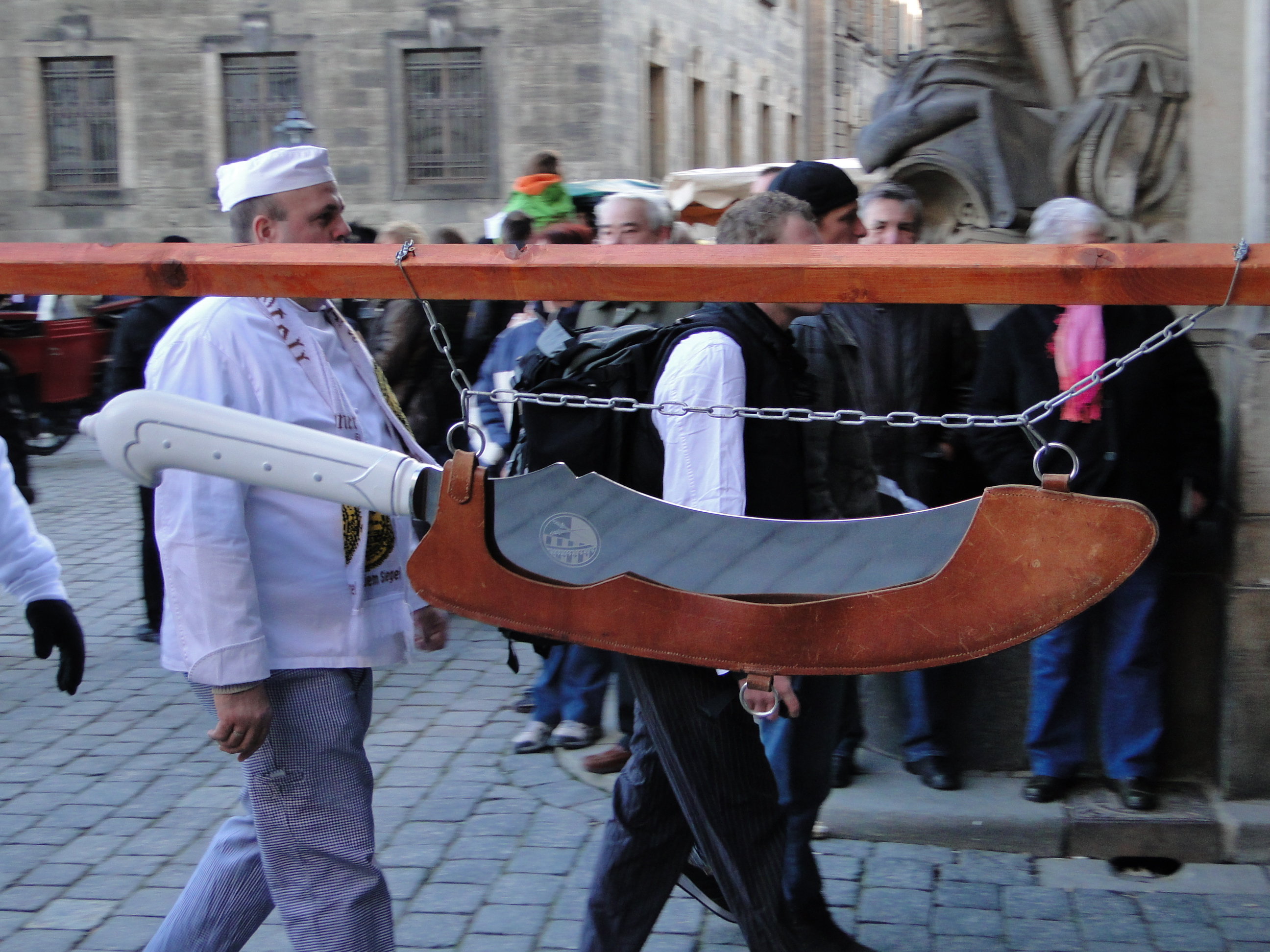
Великий дрезденський штоленовий ніж

Найбільший штолен був спечений у 2010 році компанією Lidl; він був довжиною 72,1 метра (237 фут) і був занесений до Книги рекордів Гіннеса на залізничній станції Гарлем.